# Fiammetta Rossi
Fiammetta Rossi (Foligno, 2 giugno 1995) è una tiratrice a volo italiana, vincitrice della medaglia d'argento individuale e d'oro nel Mixed event nel trap nel tiro a volo alle Universiadi 2019 .
Nel 2021 ha centrato la prima medaglia internazionale nel circuito Senior con un bronzo nella seconda tappa di coppa del mondo di New Delhi (IND).
Nello stesso anno è stata selezionata come riserva olimpica per le olimpiadi di Tokyo 2020.